# Казе деј Бађо (Тревизо)
Казе деј Бађо је насеље у Италији у округу Тревизо, региону Венето.
Према процени из 2011. у насељу је живело 20 становника. Насеље се налази на надморској висини од 92 м.